# Ranies
Ranies este o comună în Saxonia-Anhalt, Germania